# Loveholic
Loveholic – drugi japoński minialbum NCT 127 – podgrupy południowokoreańskiego boysbandu NCT. Ukazał się 17 lutego 2021 roku, nakładem wytwórni Avex Trax. W pierwszym tygodniu sprzedał się w ilości ponad 133 600 egzemplarzy.

## Lista utworów
| CD | CD                    | CD                                         | CD | CD                                             | CD      |
| Nr | Tytuł utworu          | Tekst                                      | Kompozycja | Aranżacja                                      | Długość |
| -- | --------------------- | ------------------------------------------ | --- | ---------------------------------------------- | ------- |
| 1. | „Gimme Gimme”         | MEG.ME                                     | Kenzie, Ludwig Evers (Moonshine), Jonatan Gusmark (Moonshine), Bobii Lewis, Cazzi Opeia (Sunshine)                    | Kenzie, Moonshine                              | 3:39    |
| 2. | „Lipstick”            | SHOW (Digz Inc.)                           | LDN Noise, Deez, Ebenezer Olaoluwa Fabiyi, Adrian McKinnon                                                            | LDN Noise                                      | 3:33    |
| 3. | „First Love”          | SHOW (Digz Inc.)                           | G'harah "PK" Degeddingseze (80hdmuzic), Wilbart "Vedo" McCoy III, Rudi Daouk (Jay & Rudy), Jakob Mihoubi (Jay & Rudy) | G'harah "PK" Degeddingseze (80hdmuzic)         | 3:00    |
| 4. | „Chica Bom Bom”       | Boyhood (Digz Inc.)                        | Didrik Thott, Willie Weeks, Dani Paz                                                                                  | Willie Weeks, Geek Boy Al Swettenham, Dani Paz | 3:20    |
| 5. | „Kick It” (kor. 영웅) | Wutan, Rick Bridges, danke (lalala Studio) | Dem Jointz, Mayila Jones, Rodnae "Chikk" Bell, Deez, Ryan S. Jhun, Yoo Young-jin                                      | Dem Jointz, Deez, Yoo Young-jin                | 3:53    |
| 6. | „Right Now”           | Akira (Palm Drive)                         | Dem Jointz, Ian Jeffrey Thomas (NOPROMO Co), Andrew Beckner (NOPROMO Co), Ryan S. Jhun                                | NOPROMO Co, Dem Jointz, Ryan S. Jhun           | 3:13    |

## Notowania
| Lista                      | Pozycja |
| -------------------------- | ------- |
| Oricon Album Chart         | 1       |
| Billboard Japan Hot Albums | 1       |

## Sprzedaż
| Kraj    | Sprzedaż |
| ------- | -------- |
| Japonia | 153 243+ |